# Ciurea
Ciurea is een Roemeense gemeente in het district Iași.
Ciurea telt 10769 inwoners. In 1917 was er een groot treinongeluk.